# 隱沒帶
隱沒帶（英語：subduction zone），也称俯冲帶、消减带，指地球的岩石圈中對流的沉降流（downwelling）所在的地區(岩石圈為固體，基本沒對流存在。若有則需加注明文獻）
隱沒帶存在於聚合板塊邊緣（convergent plate boundary）。海洋板塊擴張到大陸板塊邊緣，因為海洋板塊較重，會沉入大陸板塊之下，形成聚合板塊邊緣。地球的岩石圈、海洋板塊、沉積層以及被困住的水份就是經由隱沒帶回收到地函深處的。目前地球是唯一已知有隱沒帶的行星，金星與火星都沒有隱沒帶。但是根據1999年火星全球探勘者號（Mars Global Surveyor）對火星磁場的觀察發現，火星早期可能有板塊活動，但尚未得到確認。沒有隱沒作用（subduction），地球也不會是現在的樣子。沒有隱沒帶，地殼不會分化出大陸與海洋，所有的固體地球也都會被一個全球性的大海洋所覆蓋。
岩石圈（地殼加上上部地函的堅硬部份）與軟流圈的密度差造成隱沒作用。岩石圈比地函的軟流圈部份的密度要高的時候，岩石圈容易沉入地函裡，形成隱沒帶；而隱沒作用在岩石圈密度比軟流圈小的地方會遭到抵抗。岩石圈的密度比其下的軟流圈的密度大或是小取決於相關地殼的性質。地殼的密度總是比軟流圈或是地函的岩石圈部份的密度來得小。然而因為大陸地殼總是比海洋地殼厚，密度也總是比海洋地殼小，大陸岩石圈的密度也總是比海洋岩石圈的密度小。海洋岩石圈的密度通常比軟流圈大。例外的情況發生在大片的洪流玄武岩（flood basalt），又稱為“大型火成岩區（large igneous provinces（簡稱LIPs））”。

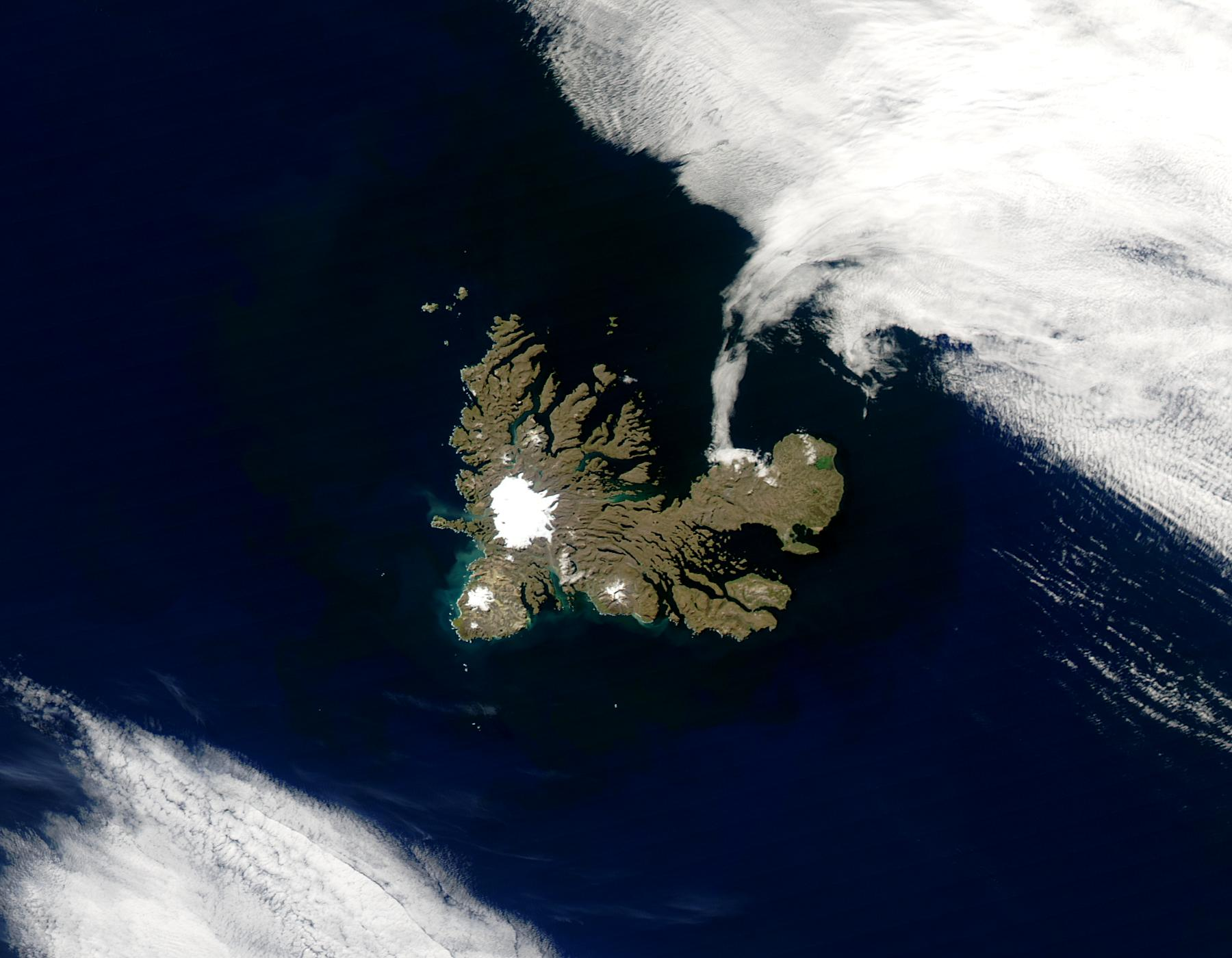
一個大型火成岩區的例子是凱爾蓋朗高原：一個位於印度洋洋面下的火山洋脊。為法國所管的凱爾蓋朗群島（或譯克革倫群島）（法語：Îles Kerguelen）（英語：Kerguelen Islands）是凱爾蓋朗高原露出海面的部分之一。圖為凱爾蓋朗群島。

這類例外的情況會造成海洋地殼極度增厚，浮力太大而無法隱沒。當在下沉板塊之上的岩石圈浮力太大無法隱沒時會產生碰撞，因此有這句常說的話：隱沒作用引起造山運動。

## 一般描述
隱沒帶與地球最深的地震有關。地震通常發生在地殼較淺、較容易碎的部份，深度通常淺於20公里。然而在隱沒帶發生的地震深度可達到700公里。這些地震的震源勾勒出了一塊
向內陸傾斜的地震活動地區，稱為Wadati-Benioff帶（英語：Wadati-Benioff zone）（中文或稱“瓦班氏帶”、“班氏帶”或“班尼奧夫帶”）。Wadati-Benioff帶勾勒出了下沉的岩石圈。地震斷層掃描也幫助人們勾勒出沒有地震的地區的下沉的岩石圈。一些隱沒的板塊似乎沒有辦法穿透到地函主要的位於深約670公里的不連續面，而其他一些隱沒的海洋板塊可以一直穿透到地核與地函的交界處。位於地函中深度410公里與670公里的地震不連續面被隱沒帶深處較冷的下沉板塊所擾亂。
隱沒作用會形成海溝，例如馬里亞納海溝。海溝處在一個板塊開始沉降到另一個板塊的地方。隱沒帶上方的火山通常位在一個弧狀鏈中，如聖赫倫那山及富士山，因此有“火山弧”、“ 島弧”這些名詞。不是所有的“火山弧”都是弧狀的，海溝與“弧”也可以是直線狀的。

隱沒帶的圖示

## 外部連結
- （英文）Animation of a subduction zone. （页面存档备份，存于）
- （英文）From the Seafloor to the Volcano's Top （页面存档备份，存于） Video about the work of the Collaborative Research Center (SFB) 574 Volatiles and Fluids in Subduction Zones in Chile by GEOMAR I Helmholtz Centre for Ocean Research Kiel.
- （英文） （页面存档备份，存于） Realistic animation of plate forming processes beneath divergent plate margins and destruction of lithosphere beneath convergent plate margins (~ 9 minutes long).